# Pigalle (Paris)

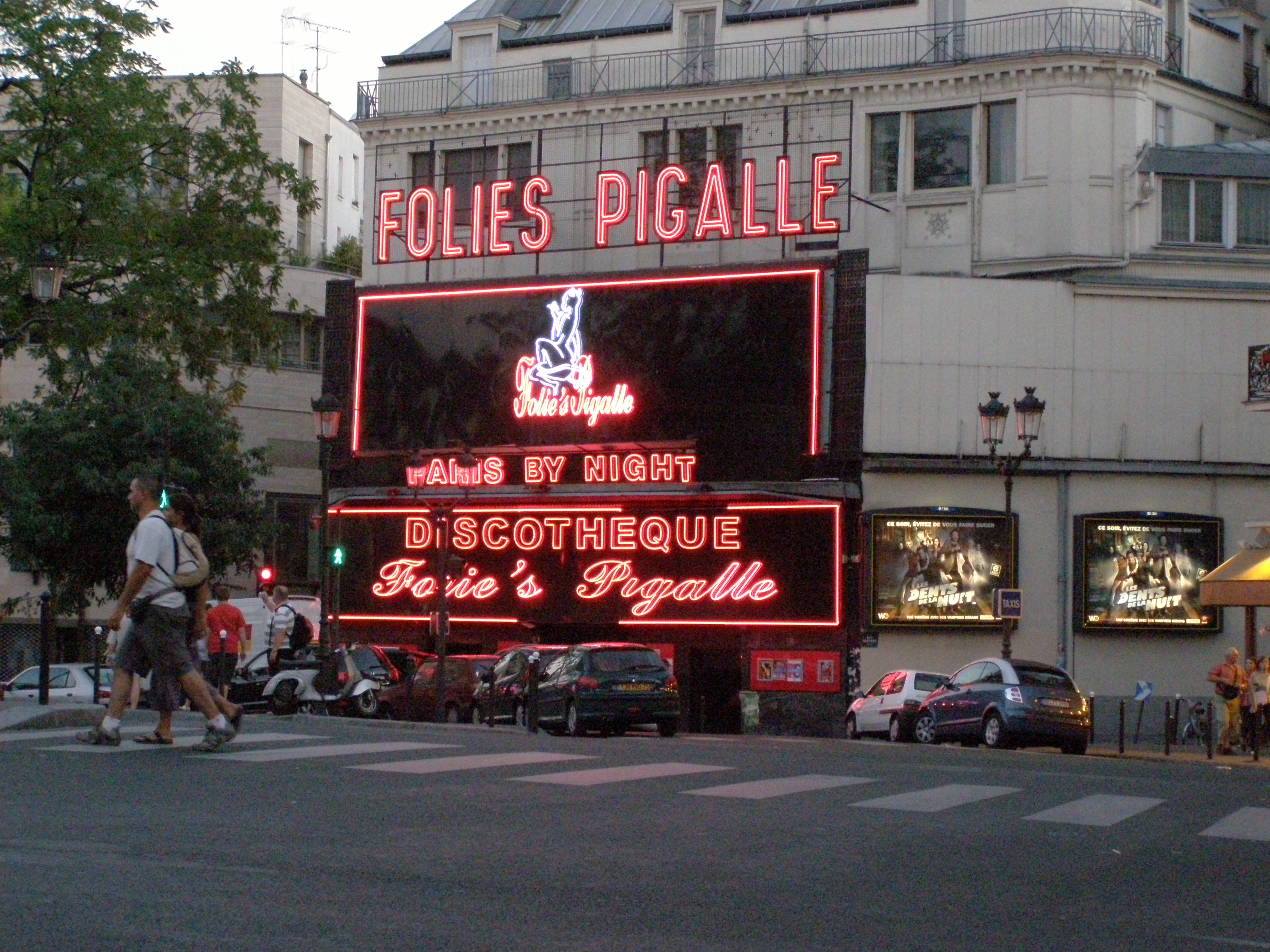
Folies Pigalle an der Place Pigalle

Pigalle ist der Name für das um den Place Pigalle gelegene Vergnügungsviertel in Paris, in dem sich unter anderem auch das weltbekannte Moulin Rouge befindet. Es liegt an der Grenze zwischen dem 9. Arrondissement und dem 18. Arrondissement. Das Viertel wurde nach dem Bildhauer Jean-Baptiste Pigalle (1714–1785) benannt.

## Überblick
Um 1900 herum lebten hier Maler wie Henri Toulouse-Lautrec, Pablo Picasso, Vincent van Gogh und Maurice Neumont. 1922 eröffnete an der Rue de Pigalle 54 das von Exilrussen gegründete Kabarett Château Caucasien. 1923 folgten das Yar und das Troika, sowie die russischen Speiselokale Minoutka und Terenok. Der Schriftsteller Joseph Kessel verewigte die Erinnerung an Menschen, die dort lebten und überlebten, im Roman Nuits de princes von 1927.
Pigalle ist heutzutage berühmt und berüchtigt als Touristenfalle mit vielen Sexshops um den Place Pigalle herum und Straßen-Prostitution in den Seitenstraßen. Der Divan du Monde und das Moulin Rouge, ein berühmtes Kabarett, befinden sich beide in Pigalle. Auch das Musée de l’érotisme (Museum der Erotik) war hier bis 2016 zu finden.
Das Gebiet südlich des Place Pigalle ist bekannt für seine Musikalienhandlungen. Ein Abschnitt der Rue de Douai beherbergt fast ausschließlich Geschäfte, die Gitarren, Schlagzeuge und andere Musikinstrumente verkaufen. Pigalle war auch Heimat für das Theater Grand Guignol, das 1962 schloss.
Die Gegend wurde in Filmen und in der Musik verewigt, so z. B. in Drei Uhr nachts aus dem Jahr 1956 von Jean-Pierre Melville, der in den Bars des Viertels spielt, oder durch Pigalle mit Véra Briole und Francis Renauld von 1994. Von Édith Piaf stammt das Album La Rue Pigalle, Maurice Chevalier sang Place Pigalle und Bill Ramsey 1961 Pigalle, das ist die große Mausefalle mitten in Paris. Serge Lama sang 1973 das Chanson Les p'tites femmes de Pigalle über einen glücklichen Freier. 